# Districtul Suk Samran
Suk Samran (în thailandeză สุขสำราญ) este un district (Amphoe) din provincia Ranong, Thailanda, cu o populație de 11.046 de locuitori și o suprafață de 395,087 km².

## Componență
Districtul este subdivizat în 2 subdistricte (tambon), care sunt subdivizate în 13 de sate (muban).
| Nr. | Nume     | În thailandeză | Sate | Locuitori |  |
| --- | -------- | -------------- | ---- | --------- |  |
| 1.  | Nakha    | นาคา           | 7    | 5,592     |  |
| 2.  | Kamphuan | กำพวน          | 6    | 5,454     |  |

|| 
|}